# Republiken Afghanistan
Republiken Afghanistan (pashto: د افغانستان جمهوریت; persiska: جمهوری افغانستان) var namnet på Afghanistan under Mohammed Daoud Khan från 1973 till 1978. Daoud Khan blev Afghanistans första president år 1973 efter att han avsatt landets sista monark, Mohammed Zahir Shah, i en icke-våldsam statskupp. Daoud var känd för sin progressiva politik och sina försök att modernisera landet med hjälp av bland annat Sovjetunionen och USA.
År 1978 ägde en militärkupp vid namn Saurrevolutionen rum där det kommunistiska Folkdemokratiska partiet grep makten och Daoud Khan med familj dödades. Landet omorganiserades därefter som Demokratiska republiken Afghanistan.

## Historia

### Republikens bildande
Mohammed Daoud Khan avsatte sin kusin, kungen av Afghanistan, i juli 1973 när den senare vistades i Italien för en operation. Han valde dock att inte utropa sig till ny kung utan istället helt avskaffa landets monarki. Daoud Khan hade sedan 1940-talet haft höga militära och regeringsposter men tvingats avgå efter att som premiärminister ha fört landet på kollisionskurs med angränsande Pakistan. Daoud Khan bildade ett eget parti, Nationella revolutionära partiet, som i stort monopoliserade makten även om flerpartisystemet nominellt behölls. Möjliga hot mot den nya ordningen undanröjdes, exempelvis förre premiärministern Mohammad Hashim Maiwandwal som dog i fängelset i oktober 1973 under oklara omständigheter efter att ha anklagats för att ha planerat en kupp. Redan från början fanns många kommunister i den nya statsapparaten vilket Daoud Khan personligen var obekväm med.

### Reformstyre
Under Daoud Khans presidentskap styrdes Afghanistan i en gradvis mer västvänlig riktning vilket gjorde att relationerna med Sovjetunionen blev kyligare. Han antog en mittenhögerpolitik i många avseenden men på det ekonomiska planet föredrogs fortfarande en statsstyrd ekonomi. Vissa liberala samhällsreformer drevs igenom men var i praktiken begränsade till städerna och lämnade ute landsbygden. Ett tidigt mål var att minska beroendet av sovjetiskt bistånd; 1974 inleddes militärt samarbete med Indien och samtal om bistånd från Iran. Från 1975 och framåt inleddes en tyst utrensning av kommunister från regeringsväsendet, militären och olika myndigheter samtidigt som sovjetiska rådgivare kastades ut och Daoud Khan öppet kritiserade Kubas deltagande i Alliansfria rörelsen. Han bröt dock aldrig helt med Sovjetunionen, som fortsatte ge stora summor i bistånd, utan föredrog en alliansfri utrikespolitik. Mot 1976 återupptogs även en fientlig politik mot Pakistan och Afghanistan stödde pashtunska nationalister i Pakistans angränsande territorier men detta avbröts efter amerikansk medling kring 1977. Därefter förbättrades relationerna med Pakistan, och landet närmade sig både USA och dess allierade Iran och Saudiarabien.
1977 beslutade ett traditionellt massmöte (Loya jirga) att godkänna en ny författning som etablerade ett enpartisystem i republiken vilket efterföljdes av förföljelser av oppositionella. På grund av splittringen mellan de två falangerna i Folkdemokratiska partiet kunde inte kommunisterna agera ännu. Motståndet mot president Daoud Khan intensifierades dock inte bara från revolutionärt håll utan också från muslimska fundamentalister, som förföljts ända sedan 1973, och pashtunska nationalister, som var missnöjda med de förbättrade relationerna med Pakistan.

### Saurrevolutionen
17 april 1978 mördades Mir Akbar Khyber, en medlem av den reformistiska falangen i Folkdemokratiska partiet (PDPA). Flera kommunistiska ledare menade att regeringen låg bakom mordet och protesterade öppet varefter de flesta arresterades. Undantaget var Hafizullah Amin, ledare för den radikala falangen, som endast sattes i husarrest och därför kunde verkställa den kupp som planerats i två år.
Tidigt på morgonen den 27 april 1978 började militärenheter från Kabuls internationella flygplats närma sig Kabul centrum. Trupper intog försvarsministeriet och andra centrala myndighetskontor liksom kommunikationslinjer och stridigheter spreds till stora delar av huvudstaden. På eftermiddagen utsattes presidentpalatset för flygattacker. Den 28 april var huvudstaden helt i upprorsmakarnas händer och det meddelades via radio att presidenten hade omkommit. 
Den 30 april 1978 utropades Demokratiska republiken Afghanistan  med Nur Muhammad Tariki som president.

## Ekonomi
Republiken Afghanistan var i stort en styrd ekonomi och trots Mohammed Daoud Khans försök att minska det sovjetiska inflytandet berodde hans reformer på möjligheten att fortsätta få signifikant utländskt bistånd. Detta blev tydligt när han införde en femårsplan för landet, avsedd för perioden 1976-1983. Samtal pågick inte bara med Iran utan även Saudiarabien, Kuwait och Irak i syfte att nå överenskommelser om bistånd. Trots detta ökade inte den afghanska levnadsstandarden under hans presidentskap.